# TOM'S
La TOM'S Co., Ltd (株式会社トムス?, Kabushiki-gaisha Tomusu) è un'azienda automobilistica giapponese che svolge la funzione di preparatore di vetture sportive per la Toyota e la Lexus. Il nome è un acronimo che significa Tachi Oiwa Motor Sport. La sua sede principale si trova a Tokyo. Attualmente la casa è impegnata nel campionato Super GT e nella Formula 3. La TOM'S crea accessori per le vetture prodotte dalla Toyota, oltre che edizioni speciali dei veicoli Lexus.

## La storia
L'azienda venne fondata nel 1974 da Nobuhide Tachi e Kiyoshi Oiwa.  Malgrado la crisi petrolifera del periodo, che rendeva difficile la creazione di industrie automobilistiche, i due riuscirono a convincere la Toyota a collaborare con loro.
Nel 1975 la Toyota Motor Corporation ufficialmente designò la TOM'S come elaboratore. Nel 1978 l'azienda aprì un garage a Tama, località nell'area di Tokyo. Successivamente vi fu l'espansione in Europa con la creazione della sede di Norfolk nel 1987.
Nel 1993  TOM's partecipò alla F3000 giapponese. L'anno seguente, per festeggiare il ventesimo anniversario dalla fondazione, creò il modello commemorativo denominato "TOM's Angel T01"; nel 1995 venne creata una serie di vetture sportive la T101, la T082, e la T020. Nel 2003 la TOM's presentò dei modelli per la Formula 3 giapponese.

## Lista di vetture
- F070M Celsior (Lexus LS 400/430)
- F070 Celsior (Lexus LS 400/430)
- Z382 Soarer (Lexus SC)
- S741 Majesta (0-60, 4.6)
- S630 Aristo (Lexus GS300, GS400)
- S740 Athlete
- S970 Athlete
- S972 Estate
- X540 Chaser
- E910 Altezza (Lexus IS300)
- Toyota Altezza (Lexus IS200)
- Land Cruiser
- V10 Mark-X 0-60, 3.8
- RX330/Harrier
- Prius
- H125 Alphard
- Isis
- W123 (MR-S)
- T020 (MR-2) 0-60, 4.9
- T111 (Corolla AE111 Trueno)
- T101
- T091
- T082
- P050 Vits 0-60, 5.8
- EP82 Starlet GT Turbo 0-60, 4.0

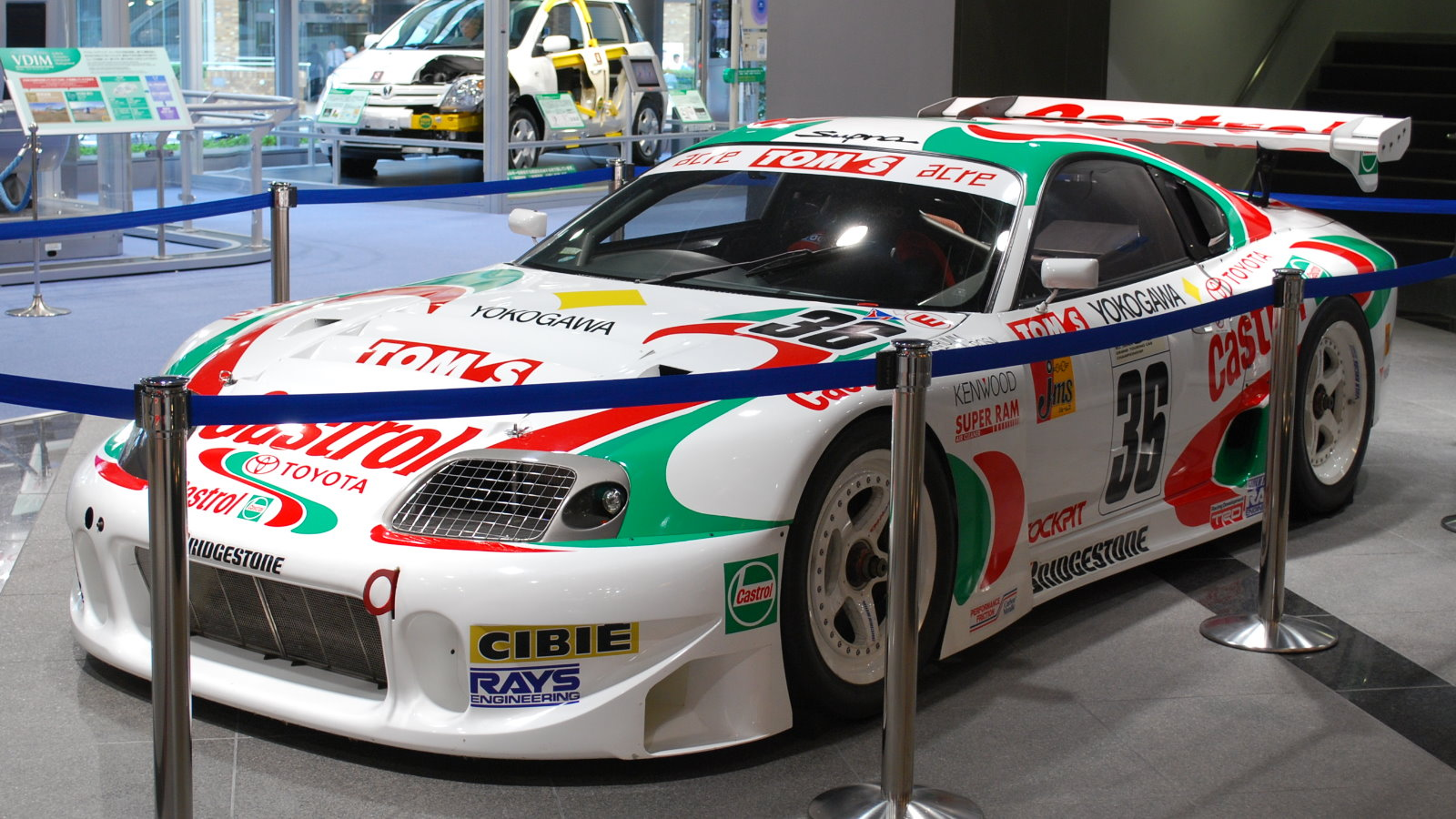
TOM's Supra

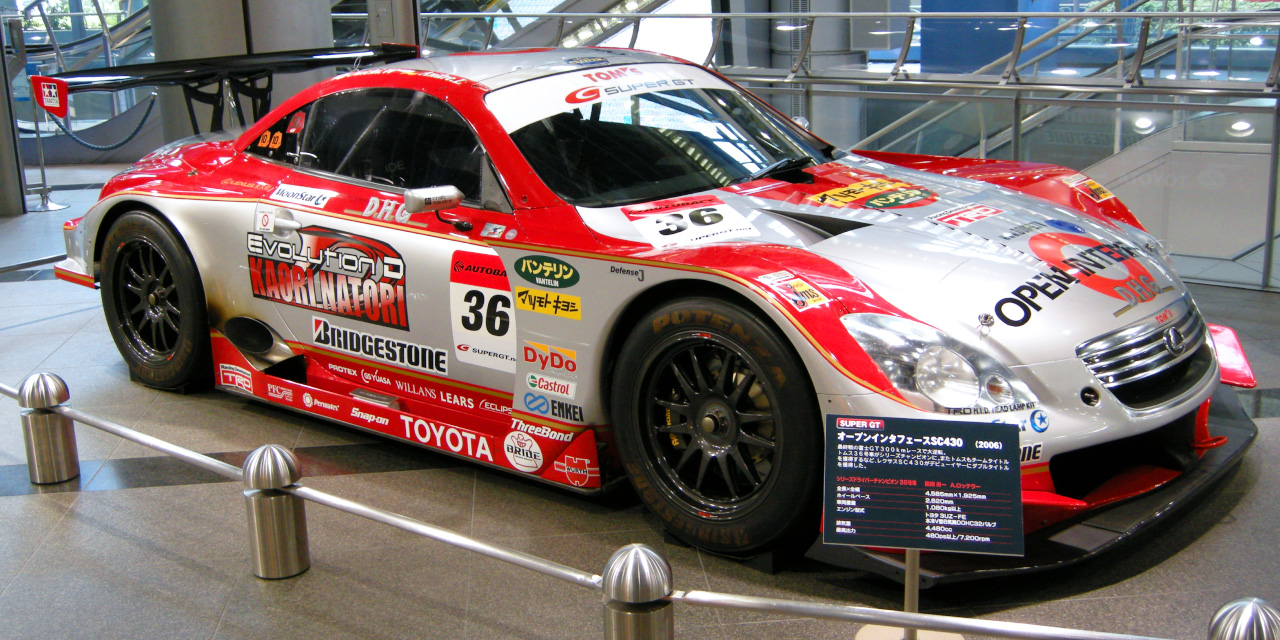
TOM's SC 430

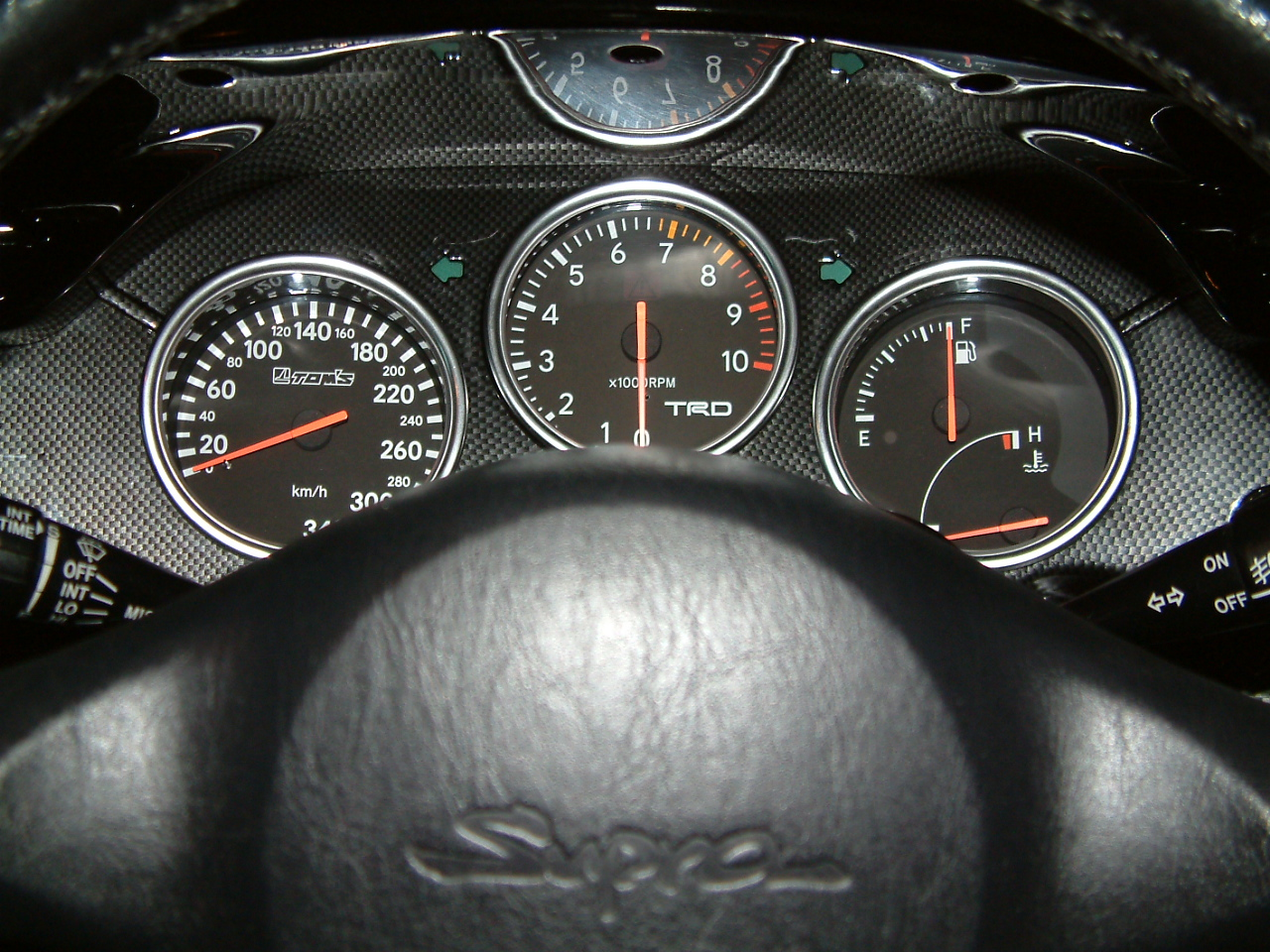
Tachimetro della TOM's Supra

Venne inoltre svolto, nel 1997, il lavoro aerodinamico sulla vettura numero 36 Castrol TOM'S SUPRA (che vinse il titolo GTC 500  con Michael Krumm e Pedro de la Rosa).